# 1. Klasse Plauen-Zwickau 1941/42
Die Fußball-Bezirksklasse Plauen-Zwickau 1941/42 war die neunte Spielzeit der nun 1. Klasse Plauen-Zwickau genannten Fußball-Bezirksklasse Plauen-Zwickau im Sportgau Sachsen. Sie diente als eine von vier zweitklassigen Bezirksklassen als Unterbau der Gauliga Sachsen. Die Meister dieser vier Spielklassen qualifizierten sich für eine Aufstiegsrunde, in der zwei Aufsteiger zur Gauliga Sachsen ausgespielt wurden.
Der Spielbetrieb fand erneut in den drei Staffeln Plauen/Vogtland, Zwickau/Westsachsen und Westerzgebirge statt, welche im Rundenturnier mit Hin-und-Rückspiel den Staffelsieger ausspielten. Die Staffelsieger trafen dann in Finalspielen aufeinander. Der diesjährige Spielbetrieb startete in der Staffel Westerzgebirge am 29. Juni 1941, in den anderen beiden Staffeln am 7. September 1941. Die Entscheidungsspiele um die Bezirksmeisterschaft endeten am 4. Mai 1942. Der SV Konkordia Plauen setzte sich im Finale gegen den VfB Glauchau durch und qualifizierte sich dadurch für die Aufstiegsrunde zur Gauliga Sachsen 1942/43, in der der Verein nur den vierten Platz erreichte und somit den Aufstieg in die Erstklassigkeit verpasste.

## Staffel Plauen/Vogtland
Kreuztabelle
| 1941/42                | SV Konkordia Plauen | LSV | VFC Plauen | SpV | TEU | Plauener SuBC | LIM | REI  |
| ---------------------- | ------------------- | --- | ---------- | --- | --- | ------------- | --- | ---- |
| SV Konkordia Plauen    |                     | 8:2 | 5:1        | 4:1 | 5:2 | 4:0           |     |      |
| LSV Plauen             | 3:1                 |     |            | 2:1 | 9:0 | 1:4           | 4:1 | +0:0 |
| VFC Plauen             | 0:0+                | 2:3 |            | 2:0 | 3:1 | 2:0           | 3:0 | 6:1  |
| SpVgg Plauen           | 3:3                 |     | 1:1        |     | 3:3 | 3:0           | 2:0 |      |
| FC Teutonia Netzschkau | 2:6                 | 2:2 |            | 6:1 |     | 3:2           | 2:0 |      |
| Plauener SuBC          | 0:2                 |     | 2:3        | 1:2 | 3:0 |               | 3:0 |      |
| FC Limbach             | 3:8                 | 2:3 | 1:1        | 1:4 | 2:2 | 1:1           |     | 4:1  |
| 1. FC Reichenbach      | 0:0+                |     |            |     | 1:4 |               |     |      |

Abschlusstabelle
| Pl. | Verein                     | Sp. | S | U | N | Tore    | Quote | Punkte |
| --- | -------------------------- | --- | - | - | - | ------- | ----- | ------ |
| 1.  | SV Konkordia Plauen        | 11  | 9 | 1 | 1 | 046:170 | 2,71  | 19:30  |
| 2.  | LSV Plauen (N)             | 9   | 6 | 1 | 2 | 029:210 | 1,38  | 13:50  |
| 3.  | VFC Plauen                 | 10  | 5 | 2 | 3 | 018:130 | 1,38  | 12:80  |
| 4.  | SpVgg Plauen (N)           | 11  | 4 | 3 | 4 | 021:230 | 0,91  | 11:11  |
| 5.  | FC Teutonia Netzschkau (N) | 11  | 3 | 3 | 5 | 023:360 | 0,64  | 09:13  |
| 6.  | Plauener SuBC              | 11  | 3 | 1 | 7 | 016:210 | 0,76  | 07:15  |
| 7.  | FC Limbach (N)             | 11  | 0 | 3 | 8 | 011:330 | 0,33  | 03:19  |
| 8.  | 1. FC Reichenbach a        | 0   | 0 | 0 | 0 | 000:000 | 1,00  | 0:0    |

| (N) | Aufsteiger aus den 2. Klassen |

## Staffel Zwickau/Westsachsen
Kreuztabelle
| 1941/42              | VfB Glauchau | SGZ  | VfL | BRA | MEE  | WIL | POS  | NHA |
| -------------------- | ------------ | ---- | --- | --- | ---- | --- | ---- | --- |
| VfB Glauchau         |              | 2:1  | 3:2 | 4:4 | 10:1 | 9:0 | 10:3 | 9:3 |
| SG Zwickau           | 4:4          |      |     | 6:0 |      | 3:0 | 5:0  |     |
| VfL 1905 Zwickau     | 3:4          | 2:3  |     | 2:2 | 5:3  | 3:0 | 7:1  | 3:1 |
| TSV Brand-Marienthal | 2:5          | 1:4  | 6:1 |     | 2:5  |     | 6:1  |     |
| SV Meerane 07        | 3:9          | 2:5  | 5:2 |     |      |     | 7:0  | 9:1 |
| TG Wilkau-Haßlau     | 4:2          | 2:7  | 1:5 | 3:4 | 5:2  |     | 6:1  | 7:0 |
| Post-SG Zwickau      |              | 1:16 | 1:6 | 2:3 | 2:2  | 4:4 |      | 5:4 |
| SV Niederhaßlau      | 1:12         | 0:7  | 2:5 | 1:5 |      | 3:2 | 4:4  |     |

Abschlusstabelle
| Pl. | Verein               | Sp. | S  | U | N | Tore    | Quote | Punkte |
| --- | -------------------- | --- | -- | - | - | ------- | ----- | ------ |
| 1.  | VfB Glauchau (A)     | 13  | 10 | 2 | 1 | 083:310 | 2,68  | 22:40  |
| 2.  | SG Zwickau           | 11  | 9  | 1 | 1 | 061:140 | 4,36  | 19:30  |
| 3.  | VfL 1905 Zwickau     | 13  | 7  | 1 | 5 | 046:320 | 1,44  | 15:11  |
| 4.  | TSV Brand-Marienthal | 11  | 5  | 2 | 4 | 035:340 | 1,03  | 12:10  |
| 5.  | SV Meerane 07        | 10  | 4  | 1 | 5 | 039:410 | 0,95  | 09:11  |
| 6.  | TG Wilkau-Haßlau     | 12  | 4  | 1 | 7 | 034:430 | 0,79  | 09:15  |
| 7.  | Post-SG Zwickau      | 13  | 1  | 3 | 9 | 025:800 | 0,31  | 05:21  |
| 8.  | SV Niederhaßlau      | 11  | 1  | 1 | 9 | 020:680 | 0,29  | 03:19  |

| (A) | Absteiger aus der Gauliga |

## Staffel Westerzgebirge
Die Staffel Westerzgebirge war nochmals in zwei Staffeln unterteilt. Beide Staffelsieger trafen dann in einem Entscheidungsspiel aufeinander.

### Staffel A
Kreuztabelle
| 1941/42           | Saxonia Bernsbach | GRÜ | BEI | LAU | SAC  |
| ----------------- | ----------------- | --- | --- | --- | ---- |
| Saxonia Bernsbach |                   | 1:3 | 4:1 | 3:2 | 3:0  |
| TuSV Grünhain     | 0:2               |     | 4:1 | 8:4 | 4:2  |
| Sturm Beierfeld   | 5:1               | 5:5 |     | 1:1 | 3:0  |
| TSG Lauter        | 1:5               | 5:1 | 2:2 |     | +0:0 |
| TV Sachsenfeld    | 0:3               | 2:5 | 1:5 | 2:1 |      |

Abschlusstabelle
| Pl. | Verein            | Sp. | S | U | N | Tore    | Quote | Punkte |
| --- | ----------------- | --- | - | - | - | ------- | ----- | ------ |
| 1.  | Saxonia Bernsbach | 8   | 6 | 0 | 2 | 022:120 | 1,83  | 12:40  |
| 2.  | TuSV Grünhain     | 8   | 5 | 1 | 2 | 030:220 | 1,36  | 11:50  |
| 3.  | Sturm Beierfeld   | 8   | 3 | 3 | 2 | 023:180 | 1,28  | 09:70  |
| 4.  | TSG Lauter        | 8   | 2 | 2 | 4 | 016:220 | 0,73  | 06:10  |
| 5.  | TV Sachsenfeld    | 8   | 1 | 0 | 7 | 007:240 | 0,29  | 02:14  |

### Staffel B
Kreuztabelle
| 1941/42                 | BOC | TuR | FC 1910 Lößnitz | SVA | ZSC  | NEU  | SVS  | WEL  | ATV |
| ----------------------- | --- | --- | --------------- | --- | ---- | ---- | ---- | ---- | --- |
| Teutonia Bockau         |     | 2:3 | 3:2             | 5:3 | 8:4  | 4:2  | 5:4  | +0:0 |     |
| TuR Aue                 | 4:1 |     | 3:2             | 0:2 | +0:0 | 6:3  | 3:1  | +0:0 | 4:0 |
| FC 1910 Lößnitz         | 1:2 | 3:4 |                 | 6:0 | 2:1  | 8:0  | 7:3  | 13:1 |     |
| SV Aue                  | 4:3 | 4:0 | 2:5             |     | 3:1  | 7:1  | 0:5  | 10:0 |     |
| Eiche Zschorlau         | 3:5 | 4:1 | 5:5             | 2:2 |      | +0:0 | 11:1 | 5:4  |     |
| TuSG Neustädtel         | 1:4 | 4:2 | 0:10            | 4:2 | 2:7  |      | 2:1  | 5:4  |     |
| SV Schneeberg           | 3:3 | 1:3 | 2:3             | 2:5 | 4:1  | 1:1  |      | 5:0  |     |
| WKG der BSG Wellner Aue | 1:5 | 0:2 | 0:10            | 0:3 | 1:7  | 0:4  | +0:0 |      | 1:1 |
| ATV Gehörlosen Aue      | 1:6 |     |                 |     |      | 1:9  |      |      |     |

Abschlusstabelle
| Pl. | Verein                  | Sp. | S  | U | N  | Tore    | Quote | Punkte |
| --- | ----------------------- | --- | -- | - | -- | ------- | ----- | ------ |
| 1.  | Teutonia Bockau         | 14  | 10 | 1 | 3  | 050:350 | 1,43  | 21:70  |
| 2.  | TuR Aue                 | 14  | 10 | 0 | 4  | 031:270 | 1,15  | 20:80  |
| 3.  | FC 1910 Lößnitz         | 14  | 9  | 1 | 4  | 077:260 | 2,96  | 19:90  |
| 4.  | SV Aue                  | 14  | 8  | 1 | 5  | 047:340 | 1,38  | 17:11  |
| 5.  | Eiche Zschorlau         | 14  | 6  | 2 | 6  | 051:380 | 1,34  | 14:14  |
| 6.  | TuSG Neustädtel         | 14  | 5  | 1 | 8  | 029:560 | 0,52  | 11:17  |
| 7.  | SV Schneeberg           | 14  | 3  | 2 | 9  | 033:440 | 0,75  | 08:20  |
| 8.  | WKG der BSG Wellner Aue | 14  | 1  | 0 | 13 | 011:690 | 0,16  | 02:26  |
| 9.  | ATV Gehörlosen Aue b    | 0   | 0  | 0 | 0  | 000:000 | 1,00  | 0:0    |

### Finalspiel
| Datum            |                                    | Ergebnis |                                      |
| ---------------- | ---------------------------------- | -------- | ------------------------------------ |
| 7. Dezember 1941 | Teutonia Bockau (Sieger Staffel B) | 3:4      | Saxonia Bernsbach (Sieger Staffel A) |

## Finale Bezirksmeisterschaft
Vorrunde
|                                                   | Gesamt |                                                   | Hinspiel | Rückspiel |
| ------------------------------------------------- | ------ | ------------------------------------------------- | -------- | --------- |
| VfB Glauchau (Sieger Staffel Zwickau/Westsachsen) | 10:20  | Saxonia Bernsbach (Sieger Staffel Westerzgebirge) | 5:1      | 5:1       |

Finale
|                                                      | Gesamt |                                | Hinspiel | Rückspiel |
| ---------------------------------------------------- | ------ | ------------------------------ | -------- | --------- |
| SV Konkordia Plauen (Sieger Staffel Plauen/Vogtland) | 7:4    | VfB Glauchau (Sieger Vorrunde) | 2:1      | 5:3       |